# Ferry de Regt
Ferry de Regt (Venlo, 29 augustus 1988) is een voormalig Nederlands betaald voetballer die doorgaans als centrale verdediger speelde.

## Spelersloopbaan
De Regt begon met voetballen bij amateurvereniging Quick Boys '31 in Venlo-Zuid. Op elfjarige leeftijd werd hij opgenomen in de jeugdopleiding van VVV-Venlo, die hij geheel doorliep. Hij stootte in het seizoen 2006/07 door naar de eerste selectie van VVV-Venlo, waar hij op 15 december 2006 debuteerde in een met 0-1 gewonnen uitwedstrijd bij FC Den Bosch. Zijn eerste competitiedoelpunt maakte hij op 30 maart 2007 in een uitduel bij Cambuur Leeuwarden. De Regt promoveerde in 2007 met VVV-Venlo naar de Eredivisie, waarin hij op 15 december 2007 voor het eerst zijn opwachting maakte tijdens een uitwedstrijd bij FC Twente.
De Regt speelde aanvankelijk als rechtervleugelverdediger. Mede door blessures van Peter Reekers en Sjors Verdellen veroverde hij in het seizoen 2008/09 een basisplaats en ging hij samen met Frank van Kouwen het hart van de VVV-defensie vormen. Hij scoorde in het najaar van 2008 in twaalf wedstrijden drie treffers met het hoofd. Eind 2008 lichtte VVV een optie in zijn contract die hem tot de zomer van 2012 aan de club verbond. In 2009 kreeg de jeugdige Venlonaar de Jan Klaassens Award uitgereikt, de jaarlijkse onderscheiding van VVV voor het grootste talent uit eigen jeugdopleiding.
In het seizoen 2012/13 werd hij door VVV verhuurd aan Helmond Sport, dat hem na afloop van het seizoen zou overnemen. Op 19 juni 2015 tekende De Regt een tweejarig contract bij Fortuna Sittard. Aan het begin van het seizoen 2016/17 vertrok oud-captain Roel Janssen bij Fortuna Sittard en werd De Regt door trainer Ben van Dael benoemd tot nieuwe aanvoerder. Aan het einde van het seizoen vertrok hij naar FC Oss.
In juni 2019 verruilde hij TOP Oss voor Helmond Sport. Een jaar later ondertekende De Regt een tweejarig contract bij het Duitse SV Straelen dat net naar de Regionalliga West gepromoveerd was. In mei 2022 beëindigde De Regt zijn spelersloopbaan.

## Verdere loopbaan
Na afloop van zijn spelersloopbaan werd De Regt in juni 2022 bij VVV-Venlo aangesteld als teammanager, als opvolger van zijn in 2021 vertrokken voorganger Wim Jacobs. Enkele weken na zijn aanstelling stapte hij echter weer op omdat de functie hem niet bleek te passen.

## Clubstatistieken
| Seizoen        | Club            | Competitie        | Competitie | Competitie | Beker | Beker | Overig1 | Overig1 | Totaal | Totaal |
| Seizoen        | Club            | Competitie        | Wed.       | Dlp.       | Wed.  | Dlp.  | Wed.    | Dlp.    | Wed.   | Dlp.   |
| -------------- | --------------- | ----------------- | ---------- | ---------- | ----- | ----- | ------- | ------- | ------ | ------ |
| 2006/07        | VVV-Venlo       | Eerste divisie    | 3          | 1          | 0     | 0     | 1       | 0       | 4      | 1      |
| 2007/08        | VVV-Venlo       | Eredivisie        | 2          | 0          | 0     | 0     | –       | –       | 2      | 0      |
| 2008/09        | VVV-Venlo       | Eerste divisie    | 23         | 2          | 1     | 1     | –       | –       | 24     | 3      |
| 2009/10        | VVV-Venlo       | Eredivisie        | 21         | 2          | 1     | 0     | –       | –       | 22     | 2      |
| 2010/11        | VVV-Venlo       | Eredivisie        | 33         | 1          | 1     | 0     | 4       | 0       | 38     | 1      |
| 2011/12        | VVV-Venlo       | Eerste divisie    | 24         | 1          | 1     | 0     | 0       | 0       | 25     | 1      |
| Club totaal    | Club totaal     | Club totaal       | 106        | 7          | 4     | 1     | 5       | 0       | 115    | 8      |
| 2012/13        | → Helmond Sport | Eerste divisie    | 31         | 4          | 1     | 0     | 2       | 0       | 34     | 4      |
| 2013/14        | Helmond Sport   | Eerste divisie    | 36         | 7          | 1     | 0     | –       | –       | 37     | 7      |
| 2014/15        | Helmond Sport   | Eerste divisie    | 11         | 0          | 1     | 0     | –       | –       | 12     | 0      |
| 2019/20        | Helmond Sport   | Eerste divisie    | 25         | 1          | 0     | 0     | —       | —       | 25     | 1      |
| Club totaal    | Club totaal     | Club totaal       | 103        | 12         | 3     | 0     | 2       | 0       | 108    | 12     |
| 2015/16        | Fortuna Sittard | Eerste divisie    | 34         | 5          | 1     | 0     | —       | —       | 35     | 5      |
| 2016/17        | Fortuna Sittard | Eerste divisie    | 37         | 6          | 1     | 0     | —       | —       | 38     | 6      |
| Club totaal    | Club totaal     | Club totaal       | 71         | 11         | 2     | 0     | 0       | 0       | 73     | 11     |
| 2017/18        | TOP Oss         | Eerste divisie    | 16         | 0          | 1     | 0     | —       | —       | 17     | 0      |
| 2018/19        | TOP Oss         | Eerste divisie    | 6          | 0          | 0     | 0     | 0       | 0       | 6      | 0      |
| Club totaal    | Club totaal     | Club totaal       | 22         | 0          | 1     | 0     | 0       | 0       | 23     | 0      |
| 2020/21        | SV Straelen     | Regionalliga West | 23         | 2          | —     | —     | 2       | 1       | 25     | 3      |
| 2021/22        | SV Straelen     | Regionalliga West | 2          | 0          | —     | —     | 0       | 0       | 2      | 0      |
| Club totaal    | Club totaal     | Club totaal       | 25         | 2          | 0     | 0     | 2       | 1       | 27     | 3      |
| Carrièretotaal | Carrièretotaal  | Carrièretotaal    | 327        | 32         | 10    | 1     | 9       | 1       | 346    | 34     |

1Overige officiële wedstrijden, te weten Play-offs en Niederrheinpokal.
Bijgewerkt op 5 juni 2022.